# Square Gabriel-Pierné
Square Gabriel-Pierné är ett torg i Quartier de la Monnaie i Paris sjätte arrondissement. Torget är uppkallat efter den franske tonsättaren Gabriel Pierné (1863–1937). På torget står Fontaine du Marché-aux-Carmes, skulpterad av Alexandre-Évariste Fragonard.

## Omgivningar
- Saint-Germain-des-Prés
- Monnaie de Paris
- Institut de France
- École nationale supérieure des Beaux-Arts

## Bilder
| - Torgets skylt. - Fontaine du Marché-aux-Carmes. - Square Gabriel-Pierné och Rue Mazarine. |

## Kommunikationer
- Tunnelbana – linje  – Mabillon
- Busshållplats Pont des Arts – Quai de Conti – Paris bussnät